# Odontocharacidium
Odontocharacidium is een monotypisch geslacht van straalvinnige vissen uit de familie van de grondzalmen (Crenuchidae).

## Soort
- Odontocharacidium aphanes (Weitzman & Kanazawa, 1977)